# Quangou
Quangou (kinesiska: 泉沟镇, 泉沟) är en köping i Kina. Den ligger i provinsen Shandong, i den östra delen av landet, omkring 94 kilometer sydost om provinshuvudstaden Jinan. Antalet invånare är 48511. Befolkningen består av 22 856 kvinnor och 25 655 män. Barn under 15 år utgör 15,0 %, vuxna 15-64 år 75 %, och äldre över 65 år 8,0 %.
Genomsnittlig årsnederbörd är 912 millimeter. Den regnigaste månaden är juli, med i genomsnitt 310 mm nederbörd, och den torraste är januari, med 4 mm nederbörd.